# William Morice (1er baronnet)
William Morice, 1er baronnet (vers 1628 - 7 février 1690), de Werrington (à l'époque dans le Devon mais maintenant en Cornouailles), est un député anglais.

## Biographie
Il est le fils aîné de William Morice (1602-1676), député qui contribue à la restauration du roi Charles II et est fait chevalier et nommé secrétaire d'État du Département du Nord en 1660.
Il est créé baronnet le 20 avril 1661. En 1689, il entre à la Chambre des communes en tant que député de Newport, en Cornouailles, mais meurt un an plus tard.

## Mariages et descendants
Il se marie deux fois:

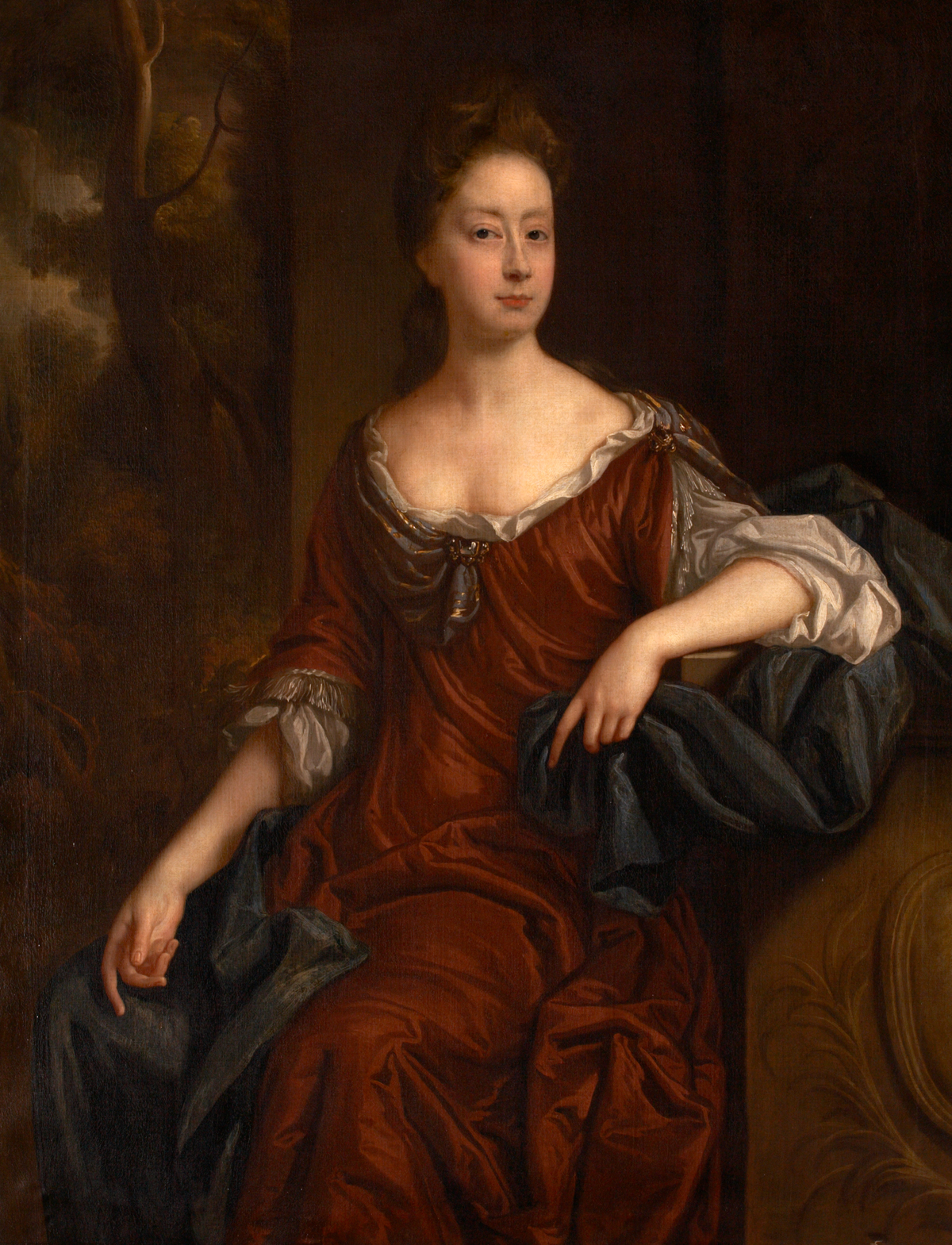
Mary Morice, peinte par John Riley, 1682, Collection de Antony House, National Trust

- Tout d'abord à Gertrude Bampfylde, fille de John Bampfylde (1er baronnet) de Poltimore et North Molton à Devon, dont il a trois enfants:
  - William Morice (1660-1688) qui épouse Anne Lower et qui est décédé avant son père sans descendance.
  - Mary Morice, qui épouse (en tant que 3e épouse) John Carew (3e baronnet) (1635-1692) d'Antony, Cornouailles, et est la mère de William Carew (5e baronnet)
  - Gertrude Morice (décédée en 1679), qui épouse Walter Yonge (3e baronnet)
- En secondes noces, il épouse en 1676 Elizabeth Reynell, 4e fille de Thomas Reynell (décédé en 1698) à East Ogwell, Devon, député de Devon en 1656 et député de Ashburton en 1658 et shérif de Devon en 1677 [1] :
  - Nicholas Morice (2e baronnet) (1690-1715).